# Isländischer Fußballpokal der Männer 1999
Der isländische Fußballpokal 1999 war die 40. Austragung des isländischen Pokalwettbewerbs der Männer. Pokalsieger wurde KR Reykjavík. Das Team setzte sich am 26. September 1999 im Laugardalsvöllur von Reykjavík gegen ÍA Akranes durch. KR Reykjavík gewann zum 100-jährigen Vereinsjubiläum sowohl bei den Männern, als bei den Frauen das Double. Der unterlegene Finalist ÍA Akranes war für den UEFA-Pokal qualifiziert.
Titelverteidiger ÍBV Vestmannaeyja schied im Halbfinale gegen den späteren Finalisten ÍA Akranes aus.

## Modus
Die Begegnungen wurden in einem Spiel ausgetragen. In den ersten zwei Runden nahmen Vereine ab der zweiten Liga abwärts und Reserveteams (U 23) teil. Die Mannschaften aus der ersten Liga starteten in der dritten Runde. Bei unentschiedenem Ausgang wurde das Spiel zunächst verlängert und gegebenenfalls durch Elfmeterschießen entschieden.

## 1. Runde
| Datum      |                               | Ergebnis              |                           |
| ---------- | ----------------------------- | --------------------- | ------------------------- |
| 24.05.1999 | UMF Stjarnan U 23             | 1:2                   | Bruni Akranes             |
| 24.05.1999 | GG Grindavík                  | 0:1                   | Haukar Hafnarfjörður      |
| 24.05.1999 | KVA Eskifjörður/Reyðarfjörður | 0:3                   | UMF Einherji              |
| 24.05.1999 | Neisti Hofsós                 | 1:2 n. V.             | Magni Grenivík            |
| 24.05.1999 | Reynir Sandgerði              | 1:1 n. V. (4:5 i. E.) | þróttur Reykjavík         |
| 24.05.1999 | Hvöt Blönduós                 | 1:3                   | þór Akureyri              |
| 25.05.1999 | UMF Njarðvík                  | 2:1                   | KR Reykjavík U 23         |
| 25.05.1999 | UMF Afturelding               | 2:3                   | UMF Grindavík             |
| 25.05.1999 | Leiknir Fáskrúðsfjörður       | 0:1 n. V.             | þróttur Neskaupstaður     |
| 25.05.1999 | Hamar Hveragerði              | 1:7                   | Fram Reykjavík U 23       |
| 25.05.1999 | Völsungur Húsavík             | 1:3                   | UMF Tindastóll            |
| 25.05.1999 | ÍBV Vestmannaeyja U 23        | 0:2                   | Víkingur Reykjavík        |
| 25.05.1999 | Valur Reykjavík U 23          | 2:3                   | UMF Þróttur Vogar         |
| 25.05.1999 | FH Hafnarfjörður U 23         | 1:4                   | Breiðablik Kópavogur U 23 |
| 25.05.1999 | Augnablik Kópavogur           | 1:4                   | ÍA Akranes U 23           |
| 27.05.1999 | Boltafélag Norðfjarðar        | 1:9                   | ÍF Huginn/Höttur          |

## 2. Runde
| Datum      |                           | Ergebnis              |                               |
| ---------- | ------------------------- | --------------------- | ----------------------------- |
| 06.06.1999 | Haukar Hafnarfjörður      | 1:0                   | KÍB Ísafjörður/Bolungarvík    |
| 06.06.1999 | ÍA Akranes U 23           | 7:0                   | UMF Þróttur Vogar             |
| 06.06.1999 | Ægir þorlákshöfn          | 1:3                   | Leiknir Reykjavík             |
| 06.06.1999 | Keflavík ÍF U 23          | 1:2                   | þróttur Reykjavík U 23        |
| 06.06.1999 | Breiðablik Kópavogur U 23 | 4:2                   | Léttir Reykjavík              |
| 06.06.1999 | UMF Sindri Höfn           | 2:0                   | KVA Eskifjörður/Reyðarfjörður |
| 06.06.1999 | KS Siglufjarðar           | 2:1                   | KA Akureyri                   |
| 06.06.1999 | UMF Njarðvík              | 2:0                   | UMF Víkingur                  |
| 06.06.1999 | HK Kópavogur              | 3:0                   | Bruni Akranes                 |
| 06.06.1999 | KFR Hella/Hvolsvöllur     | 2:5 n. V.             | KFS Vestmannaeyja             |
| 06.06.1999 | Víkingur Reykjavík U 23   | 2:2 n. V. (4:5 i. E.) | UMF Selfoss                   |
| 07.06.1999 | UMF Grindavík U 23        | 0:3                   | Fram Reykjavík U 23           |
| 07.06.1999 | ÍF Huginn/Höttur          | 2:1                   | þróttur Neskaupstaður         |
| 07.06.1999 | Víðir Garði               | 7:1                   | Fylkir Reykjavík U 23         |
| 07.06.1999 | Magni Grenivík            | 0:1                   | UMFS Dalvík                   |
| 07.06.1999 | þór Akureyri              | 1:0                   | UMF Tindastóll                |

## 3. Runde
Teilnehmer: Die sechzehn Sieger der 2. Runde spielten alle zuhause. Zugelost wurden die zehn Vereine der Landssímadeild 1999, die zwei Absteiger der Landssímadeild 1998 und die vier Mannschaften, die die Saison 1998 in der zweiten Liga mit Platz drei bis sechs beendeten.
| Datum      |                           | Ergebnis              |                      |
| ---------- | ------------------------- | --------------------- | -------------------- |
| 14.06.1999 | Breiðablik Kópavogur U 23 | 0:8                   | þróttur Reykjavík    |
| 15.06.1999 | Leiknir Reykjavík         | 2:4                   | ÍBV Vestmannaeyja    |
| 15.06.1999 | KFS Vestmannaeyja         | 1:2                   | ÍR Reykjavik         |
| 15.06.1999 | þróttur Reykjavík U 23    | 0:3                   | KR Reykjavík         |
| 15.06.1999 | UMF Njarðvík              | 0:4                   | ÍA Akranes           |
| 15.06.1999 | UMF Selfoss               | 1:5                   | UMF Stjarnan         |
| 15.06.1999 | ÍF Huginn/Höttur          | 2:6                   | Breiðablik Kópavogur |
| 15.06.1999 | KS Siglufjarðar           | 1:3                   | Fylkir Reykjavík     |
| 15.06.1999 | þór Akureyri              | 1:3                   | Valur Reykjavík      |
| 15.06.1999 | UMFS Dalvík               | 1:4                   | FH Hafnarfjörður     |
| 16.06.1999 | UMF Sindri Höfn           | 1:0                   | Leiftur Ólafsfjörður |
| 16.06.1999 | ÍA Akranes U 23           | 0:4                   | Keflavík ÍF          |
| 16.06.1999 | Víðir Garði               | 2:2 n. V. (5:3 i. E.) | Fram Reykjavík       |
| 16.06.1999 | HK Kópavogur              | 1:6                   | Víkingur Reykjavík   |
| 16.06.1999 | Haukar Hafnarfjörður      | 1:1 n. V. (4:2 i. E.) | UMF Skallagrímur     |
| 17.06.1999 | Fram Reykjavík U 23       | 3:3 n. V. (4:2 i. E.) | UMF Grindavík        |

## Achtelfinale
| Datum      |                      | Ergebnis |                      |
| ---------- | -------------------- | -------- | -------------------- |
| 29.06.1999 | þróttur Reykjavík    | 0:1      | Víkingur Reykjavík   |
| 29.06.1999 | Keflavík ÍF          | 1:3      | ÍBV Vestmannaeyja    |
| 29.06.1999 | Breiðablik Kópavogur | 1:0      | ÍR Reykjavik         |
| 29.06.1999 | FH Hafnarfjörður     | 0:4      | UMF Stjarnan         |
| 30.06.1999 | UMF Sindri Höfn      | 2:0      | Haukar Hafnarfjörður |
| 30.06.1999 | Valur Reykjavík      | 3:1      | Víðir Garði          |
| 30.06.1999 | KR Reykjavík         | 4:3      | Fylkir Reykjavík     |
| 30.06.1999 | Fram Reykjavík U 23  | 0:3      | ÍA Akranes           |

## Viertelfinale
| Datum      |                      | Ergebnis |                   |
| ---------- | -------------------- | -------- | ----------------- |
| 07.07.1999 | Víkingur Reykjavík   | 0:5      | ÍA Akranes        |
| 07.07.1999 | UMF Sindri Höfn      | 0:3      | ÍBV Vestmannaeyja |
| 08.07.1999 | UMF Stjarnan         | 1:3      | KR Reykjavík      |
| 08.07.1999 | Breiðablik Kópavogur | 2:0      | Valur Reykjavík   |

## Halbfinale
| Datum      |              | Ergebnis |                      |
| ---------- | ------------ | -------- | -------------------- |
| 04.08.1999 | KR Reykjavík | 3:0      | Breiðablik Kópavogur |
| 11.08.1999 | ÍA Akranes   | 3:0      | ÍBV Vestmannaeyja    |

## Finale
| Paarung        | KR Reykjavík – ÍA Akranes |
| Ergebnis       | 3:1 (0:0) |
| Datum          | 26. September 1999 |
| Stadion        | Laugardalsvöllur, Reykjavík |
| Schiedsrichter | Bragi Bergmann |
| Tore           | 1:0 Þórhallur Örn Hinriksson (61.) 2:0 Einar Þór Daníelsson (67.) 2:1 Stefán Þór Þórðarson (71.) 3:1 Bjarki B. Gunnlaugsson (83.) |
| KR Reykjavík   | Kristján Finnbogason – Bjarni Óskar Þorsteinsson, Sigursteinn Gíslason, Þormóður Árni Egilsson, David Winnie – Sigurður Jónsson, Sigþór Júlíusson (86. Arnar Sigurgeirsson), Einar Þór Daníelsson, Þórhallur Örn Hinriksson (70. Þorsteinn Jónsson) – Bjarki B. Gunnlaugsson (88. Indriði Sigurðsson), Guðmundur Benediktsson. Cheftrainer: Atli Eðvaldsson |
| ÍA Akranes     | Ólafur Þór Gunnarsson – Reynir Leósson, Sturlaugur Haraldsson, Gunnlaugur Jónsson, Pálmi Haraldsson – Jóhannes Þór Harðarson, Alexander Högnason, Unnar Örn Valgeirsson (86. Ragnar Hauksson), Stefán Þór Þórðarson – Hálfdán Gíslason (71. Hálfdán Gíslason), Kári Reynisson. Cheftrainer: Ólafur Þórðarson                                                |
| Gelbe Karten   | Sigurður Jónsson, Þórhallur Örn Hinriksson, David Winnie – Unnar Örn Valgeirsson, Reynir Leósson, Stefán Þór Þórðarson, Alexander Högnason |